# کتاب‌دزد
کتاب‌دزد رمانی تاریخی از نویسنده استرالیایی مارکوس زوساک است و معروف‌ترین اثر او به‌شمار می‌آید.
کتاب‌دزد در سال ۲۰۰۵ برای اولین بار منتشر شد و به سرعت به کتابی پرفروش در سطح دنیا تبدیل شد. این کتاب تا به حال به ۶۳ زبان زنده دنیا ترجمه شده و ۱۶ میلیون نسخه از آن به فروش رسیده‌است. فیلمی با همین نام در سال ۲۰۱۳ بر اساس آن ساخته شده‌است.

## خلاصه داستان
راوی داستان مرگ است که با صدایی مردانه و با لحنی دلهره‌آور با ما صحبت می‌کند. ماجرا در آلمان نازی و در طول جنگ جهانی دوم رخ می‌دهد. لیزل ممینگر پس از مرگ برادرش با قطار به شهری خیالی به نام مولچ سفر می‌کند. زمانی که لیزل به خانه رزا و هانس هامبرمن می‌رسد، مضطرب است. در طول مدت حضورش در آنجا توسط نیروهای نازی مورد تعرض قرار گرفته و معصومیت و سادگی کودکیش را آن‌ها به تاراج بردند. با بدتر شدن اوضاع سیاسی در آلمان مادرخوانده و پدرخوانده‌اش یعنی رزا و هانس یک معترض یهودی به اسم ماکس وندنبرگ را آن‌جا مخفی می‌کنند. هانس که با لیزل رابطه‌ای صمیمانه برقرار کرده به او یاد می‌دهد که بخواند، اول در اتاق خواب و بعد در زیر زمین. وقتی که لیزل قدرت کلمات و انتقال مفاهیم از طریق آن‌ها را متوجه شد، تصمیم گرفت کتاب‌هایی را که نازی‌ها قصد داشتند از بین ببرند، بدزدد و علاوه بر این تصمیم گرفت داستان خودش را هم بنویسد و قدرت زبان را با ماکس به اشتراک بگذارد. او با کمک کردن به مادرخوانده‌اش در استفاده از ماشین لباس‌شویی توانست با همسر شهردار، ایلسا هرمان آشنا شود و از طریق او کتاب‌های کتابخانه خانهٔ شهردار را بخواند و بعد هم بدزدد!
یک روز وقتی گروهی از زندانیان یهودی از مسیر شهر آن‌ها به اردوگاه کار اجباری داخائو برده می‌شوند، هانس یک تکه نان به مردی ضعیف می‌دهد و باعث برانگیختن خشم مردم شهر می‌شود. ماکس پس از این ماجرا و از ترس اینکه مردم به خانه هوبرمن‌ها حمله کنند و او را آنجا پیدا کنند، به سرعت آن‌جا را ترک می‌کند. بعدها هانس به خاطر دادن یک تکه نان به آن مرد ضعیف محکوم می‌شود و به ارتش فرستاده می‌شود. چند وقت بعد لیزل ماکس را میان زندانیان می‌بیند و علی‌رغم هشدار سربازها به ماکس نزدیک می‌شود و این کار باعث می‌شود لیزل تنبیه شود.
زمانی که هانس به خانه بازگشت، محله‌شان بمباران شده و می‌بیند که همه دوستان و خانواده‌اش مرده‌اند. لیزل که روی نسخه دست‌نویس داستانش در زیرزمین کار می‌کرده، از این بمباران جان سالم به در برده‌است. کارگرانی که مشغول تمیز کردن شهر و پیدا کردن افراد زنده بودند، دست نوشته لیزل را میان آوار پیدا می‌کنند، اما فرشته مرگ آن را نگه می‌دارد.